# WWE 2K15
WWE 2K15 es un videojuego de lucha libre profesional basado en la WWE. Está desarrollado por Yuke's y Visual Concepts y fue publicado por 2K Sports. Su lema es "feel it"(sientelo)
El juego fue lanzado el 28 de octubre de 2014 en América del Norte, el 31 de octubre de 2014 en Europa y el 28 de abril de 2015 en la versión de PC a través de Steam. El juego está disponible para PlayStation 3, PlayStation 4, Xbox 360, Xbox One y para PC.
Su lema es 'Feel It' (Siéntelo)

## Desarrollo
WWE 2K15 es el primer intento de la serie de llevar un juego a la siguiente generación para PlayStation 4 y Xbox One. Justin Gabriel mostró en su cuenta oficial de Instagram una fotografía donde aparece él mismo siendo "escaneado" por lo que parece ser el motor de juego Eco-Motion que fue usado en el juego de siguiente generación NBA 2K14. El luchador de NXT Chris Hero (Kassius Ohno) hizo también algunas capturas de movimiento para el juego.
Ronnie Singh, gerente de la comunidad 2K, describió el motor de juego Eco-Motion como "un ejemplo del Eco-Motion puesto en acción es la nueva naturaleza con la que fluyen las animaciones de los jugadores. Ya han pasado los días de animaciones pre-escaneadas que se ven exactamente igual a como fueron escaneadas. Ahora, los jugadores ajustan sus movimientos basados en los alrededores.".
En un episodio de Raw en junio, WWE anunció la portada oficial del videojuego, apareciendo John Cena en ella.
A mediados de julio, el canal oficial de 2K publicó un vídeo anunciando al luchador Sting como parte del juego, aunque sólo como contenido especial por reserva. Este contenido incluirá a la versión gótica de Sting (de mediados de los 90 hasta el presente) y la versión surfista de Sting (de finales de los 80 a mediados de los 90).

## Modos de juego
- Exhibición (Cabe destacar que algunos tipos de combates del juego, han sido eliminados, cómo el Handicap Match)
  - Universo WWE (Este gran modo vuelve a aparecer,y ahora con más opciones disponibles)
  - Modo En línea
  - Modo Creación (Cabe destacar que algunos tipos de creación del juego, han sido eliminados, como el "Crear Argumento" o "Crear movimiento especial)
  - Who Got NXT (Exclusivo de Xbox 360 y PS3)
  - Proving Ground (Exclusivo de Xbox 360 y PS3)
  - My Career (Exclusivo de Xbox One, PS4 y PC)
  - 2K Showcase: En este modo podrás revivir las grandes rivalidades e historias del último tiempo.
  - Triple H vs. Shawn Michaels (entre 2002 y 2004)
  - John Cena vs. CM Punk (entre 2011 y 2013)

- DLC (2K Showcase)
  - One More Match Christian  (2011)
  - Hall of Pain Mark Henry (entre 2011 y 2013)
  - Path of the WarriorThe Ultimate Warrior (entre 1988 y 1996).

- Diferencias entre consolas : Lamentablemente son muchas y perjudican a las dos generaciones como Crear Diva, Proving Ground, Who Got NXT, Crear Arena, Campeonato, Show, Marca entre otras mientras que para la nueva generación hubo mejoras pero carece de lo antes mencionado, las mejoras son: Realismo en el cabello, Sudor, HUD del personaje como en versiones pasadas, Modo Carrera, Crear Traje a Las Estrellas del Videojuego, Nueva Interfaz e incluso personajes Exclusivos.

Tras todas estas diferencias levantó mucha polémica en la comunidad de Jugadores incluso tuvo una calificación de 6/10 o 5 , Otros mediante redes sociales recomendaron no comprar el videojuego.